# 빈 국제공항 (베트남)
빈 국제공항(영어: Vinh International Airport, 베트남어: Sân bay Vinh, IATA: VII, ICAO: VVVH)은 베트남 북부 응에안 성에 있는 도시 빈에 위치한 공항이다. 군과 민간 공용 공항으로, 한때는 하노이의 지아람 공군기지와 더불어 베트남에서 두 손꼽히는 공군기지였다.
2002년부터 2015년에, 이 공항은 연간 43.89%의 여객 성장률을 기록했고, 이것은 베트남의 모든 공항 중에서 가장 높은 비율이다. 2014년에는 연간 125만명의 여객을 처리하였다. 연간 300만 명의 여객을 수용할 수 있도록 설계된 새로운 터미널은 8000억 동(3,765만 미국 달러)를 투입하여 2015년에 국제공항으로 문을 열었다.

## 역사
이 공항은 1937년 프랑스인들에 의해 건설되었는데, 처음에는 1,400m × 30m 착륙로, 에이프런 및 연료 저장소가 포함되었다. 1994년 베트남 정부는 VND 200억 동을 투자하여 공항을 개조하여 상업용 비행기를 받았다. 1995년 하노이 - 빈 - 다낭 항로가 출범하였다.
2001년 ~ 2003년 동안 공항은 인프라에 대한 대대적인 업그레이드를 했다. 활주로는 2,400m × 45m까지 연장되었다.
2014년 신규 여객터미널이 건설돼 2015년 개통돼 국내선을 운항했다.그 후 옛 터미널은 임시 국제 터미널로 전환되었다. 2019년에는 국제선과 대형 항공기를 충분히 다룰 수 있도록 옛 터미널로의 개조가 완료되었다.

### 국제선
2014년 ATR 72기를 이용한 라오스 비엔티안 행 베트남 항공의 항공편 예약으로 공항 국제 서비스가 시작됐다. 비엔티안과 비엔티안 사이의 도로에 대한 강한 수요에도 불구하고, 항공 서비스는 연간 1만 명의 수용량에 대해 50%의 부하율만을 보였다. 베트남 항공사는 2014년 노선 손실 75만 달러를 보고했다. 이 노선은 2015년 10월 25일 종결되었다.
베트남 여행사 비엣트래블은 2016년 6월 에어버스 A320과 A321을 이용한 태국 방콕 간 전세서비스를 선보였으나 빈 공항 인프라가 부족해 2017년 6월까지 서비스를 종료했다. 이 서비스는 2019년 2월 공항 내 리노베이션 국제선 터미널이 출범하면서 다시 도입됐다.

## 국내선 운항 정보
| 항공사               | 목적지                             |
| -------------------- | ---------------------------------- |
| 제트스타 퍼시픽 항공 | 부온마투옷, 깜라인, 호찌민         |
| 비엣젯 항공          | 부온마투옷, 달랏, 호찌민, 쁠래이꾸 |
| 베트남 항공          | 다낭, 하노이, 호찌민               |
| 바스코 항공          | 하노이                             |

## 같이 보기
- 베트남의 공항 목록